# Noah Burstein
Noah Burstein es un personaje ficticio que aparece en los cómics estadounidenses publicados por Marvel Comics.

## Historial de publicaciones
El personaje, creado por Archie Goodwin y George Tuska, apareció por primera vez en Hero for Hire # 1 (junio de 1972).

## Biografía del personaje ficticio
Noah Burstein es un científico que trabajó en la recreación del suero súper soldado que creó el Capitán América, y en el proceso creó Warhawk. Años después, Burstein contrataría a Luke Cage para capturar a Warhawk. Consiguió un trabajo en la prisión de Seagate experimentando con reclusos, uno de ellos era Carl Lucas. Dejó a Lucas en un "Sistema Electro-Bioquímico" cuando el guardia racista, Billy Bob Rackham, llegó a sabotear el experimento solo para aumentar la fuerza y la durabilidad de Lucas. Más tarde consigue un trabajo en la clínica Storefront con Claire Temple como su asistente. Se reúne con Lucas, que había cambiado su nombre a Luke Cage, y le pide que rescatara a Claire cuando es secuestrada por Willis Stryker, que ahora se fue por Iguana.
Burstein y Claire más tarde son secuestrados por John McIver y exigieron que se le haga un trato similar al que le hicieron a Luke Cage, convirtiéndose en Bushmaster. Él y Claire más tarde son rescatados por Cage. En un momento, Bushmaster vuelve a obligar a Burstein a trabajar para él, incluso secuestrar a su esposa, Emma, como palanca. Tanto él como su esposa son salvados por Iron Fist esta vez. Él continuaría siendo secuestrado por criminales solo para que Luke Cage y Iron Fist vinieran a rescatarlo.

## En otros medios
Noah Burstein es un personaje recurrente en Luke Cage, interpretado por Michael Kostroff. Cumple el mismo propósito que la encarnación de su cómic. Después de que Luke Cage escapa de Seagate, Burstein se esconde, vive en una granja con todo el equipo experimental que pudo salvar. Claire lleva a Luke a verlo después de que Diamondback le dispara con una bala de Judas. Quita las piezas de las balas solo para revelar que planea usar la información obtenida de él para mejorar sus experimentos. Incluso llegó a decirle que Reva Connors, quien era su asistente en ese momento, también participó en los planes. Enfurecido por el engaño, Luke destruye su equipo antes de que él y Claire se vayan. Sin embargo, Burstein puede recuperar parte de la información de sus archivos. En la final de la temporada 1, se ve a Burstein en la habitación del hospital de Diamondback después de su derrota, aunque se desconocen sus planes para Diamondback.